# Ворсклица
Во́рсклица — река в Белгородской области России и Сумской области Украины. Правый приток Ворсклы.
Длина реки — 101 км, площадь водосборного бассейна — 1480 км². Долина трапециевидная, шириной до 4-5 км. Русло извилистое, есть старицы. Пойма местами (особенно в нижнем течении) заболочена. Правый берег в основном высокий, левый — низкий. Уклон реки 0,77 м/км. Питание смешанное. Замерзает в начале декабря, вскрывается в середине марта. Используется для промышленного и бытового водоснабжения.
Ворсклица берёт своё начало на западных склонах Среднерусской возвышенности, на южной окраине пгт Пролетарский. Течёт преимущественно на юго-запад. Российско-украинскую границу пересекает северо-восточнее села Поповки. Впадает в Ворсклу у северной окраины пгт Кириковка.
Основные притоки: Санок, Пожня, Дерновая (правый), Лисёнок (левый).